# Вонда (Минесота)
Вонда (енгл. Wanda) град је у америчкој савезној држави Минесота.

## Демографија
По попису из 2010. године број становника је 84, што је 19 (-18,4%) становника мање него 2000. године.
| Група             | 2000.        | 2010.       |
| Белци             | 103 (100,0%) | 84 (100,0%) |
| Афроамериканци    | 0 (0,0%)     | 0 (0,0%)    |
| Азијати           | 0 (0,0%)     | 0 (0,0%)    |
| Хиспаноамериканци | 0 (0,0%)     | 0 (0,0%)    |
| Укупно            | 103          | 84          |